# Mayerella
Mayerella es un género de foraminífero bentónico de la familia Elphidiidae, de la superfamilia Rotalioidea, del suborden Rotaliina y del orden Rotaliida. Su especie tipo es Elphidiella? brotzkajae. Su rango cronoestratigráfico abarcaba el Holoceno.

## Clasificación
Mayerella incluye a las siguientes especies:
- Mayerella aralica
- Mayerella brotzkajae
- Mayerella magallanica